# 도요카와촌 (가나가와현)
도요카와촌(일본어: 豊川村)은 >>일본]] 가나가와현 아시가라시모군에 존재했던 촌이다. 현재의 오다와라시의 동부에 해당한다.

## 역사
- 1889년 4월 1일 - 정촌제 시행에 의해 아시가라시모군 도요카와촌이 성립하였다.
- 1954년 7월 15일 - 오다와라시에 편입해, 동일 도요카와촌은 폐지되었다.

## 참고 문헌
- 大日本篤農家名鑑編纂所編『大日本篤農家名鑑』大日本篤農家名鑑編纂所、1910年。
- 角川日本地名大辞典編纂委員会,『角川日本地名大辞典 神奈川県』1984, 角川書店* 小幡宗海編『神奈川文庫 第五集 百家明鑑』神奈川文庫事務所、1900年。